# Zanazziïta
La zanazziïta és un mineral de la classe dels minerals fosfats, i dins d'aquesta pertany a l'anomenat grup de la roscherita. Va ser descoberta l'any 1986 al municipi d'Itinga, a la vall del riu Jequitinhonha (Brasil). Fou nomenada així en honor de Pier F. Zanazzi, cristal·lògraf italià.

## Característiques químiques
És un fosfat hidroxilat i hidratat de calci, beril·li i magnesi, de fórmula Ca₂Be₄Mg₅(PO₄)₆(OH)₄(H₂O)₆. A més a més dels elements de la seva fórmula, sol portar com a impureses: manganès i silici. S'assembla a la roscherita, el mineral típic del seu grup.

## Formació i jaciments
Es forma en un ambient de roques pegmatites de tipus granit zonat, associat a altres minerals fosfats.
Sol trobar-se associat a altres minerals com: quars, albita, moscovita, wardita, eosforita, whiteíta, apatita, pirita, òxids de manganès o fluorapatita.